# Lipniki (Sierpc)
Pour les articles homonymes, voir Lipniki.
Lipniki (prononciation : [lipˈniki]) est un village polonais de la gmina de Rościszewo dans le powiat de Sierpc de la voïvodie de Mazovie dans le centre-est de la Pologne.
Il se situe à environ 3 kilomètres au nord-est de Rościszewo (siège de la gmina), 11 kilomètres à l'est de Sierpc (siège du powiat) et à 112 kilomètres au nord-ouest de Varsovie (capitale de la Pologne).

## Histoire
De 1975 à 1998, le village appartenait administrativement à la voïvodie de Płock.

Depuis 1999, il appartient administrativement à la voïvodie de Mazovie.